# Ngandongcultuur
De Ngandongcultuur was een archeologische cultuur in Indonesië die zich ontwikkelde in het Ngandong-gebied, het regentschap Blora (provincie Midden-Java), vlak bij het regentschap Ngawi. De cultuur ontwikkelde zich in het paleolithicum of de Oude Steentijd, in de bovenste laag van het Pleistoceen. De cultuur wordt gekenmerkt door het gebruik van benen werktuigen die doorgaans vervaardigd zijn van middelgrote tot grote dierenbotten. In de Ngandongcultuur werden veel artefacten gevonden in de vorm van stenen vuistbijlen, flakes (kleine gereedschappen gemaakt van botschilfers), dolken, en speerpunten gemaakt van geslepen hertenhoorns en pijlstaartrogstekels.
Uit de soorten gereedschappen die op de Ngandong-site zijn gevonden, kan worden geconcludeerd dat de manier van leven van de mensen in die tijd bestond uit jagen en voedsel verzamelen. Op basis van de locatie waar de gereedschappen werden gevonden, nabij fossielen van de Solomens, kan worden geconcludeerd dat deze mensen de dragers van de Ngandongcultuur waren.